# Oronzo Reale

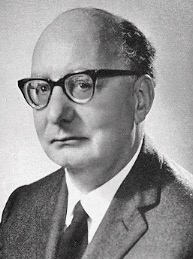
Oronzo Reale

Oronzo Reale (* 24. Oktober 1902 in Lecce, Provinz Lecce; † 14. Juli 1988 in Rom) war ein italienischer Jurist, Publizist und Politiker der Partito Repubblicano Italiano (PRI), der unter anderem Mitglied der Abgeordnetenkammer (Camera dei deputati), mehrfach Justizminister Italiens sowie Richter am Verfassungsgericht (Corte Costituzionale) war.

## Leben

### Rechtsanwalt und Abgeordneter
Nach dem Schulbesuch absolvierte Reale ein Studium der Rechtswissenschaften und engagierte sich bereits während des Studiums 1920 als Vorsitzender des republikanischen Jugendverbandes (Federazione giovanile repubblicana). Nach Abschluss des Studiums war er als Rechtsanwalt tätig und war während des Zweiten Weltkrieges aktiv in der Resistenza, der Widerstandsbewegung gegen den italienischen Faschismus. 1943 wurde er Mitglied des Exekutivkomitees der Partito d’Azione.
Nach dem Ende des Zweiten Weltkrieges wurde Reale am 5. April 1945 zunächst Mitglied des Nationalrates (Consulta Nazionale) wurde und war danach vom 25. Juni 1946 bis zum 26. April 1948 Mitglied der Verfassunggebenden Versammlung (Assemblea Costituente della Repubblica Italiana). Während dieser Zeit wechselte er 1947 von Partito d’Azione zur 1895 gegründeten PRI und war danach wieder als Rechtsanwalt tätig.
Am 2. Juni 1958 wurde er zum Mitglied der Abgeordnetenkammer gewählt und vertrat in dieser den Wahlkreis Ancona bis zu seinem Ausscheiden aus dem Parlament am 4. Juli 1976. Während seiner langjährigen Parlamentszugehörigkeit war er zunächst zwischen Dezember 1962 und Mai 1963 Vorsitzender der Fraktion des Wahlbündnisses Misto, zu dem unter anderem die PRI gehörte.

### Minister und Verfassungsrichter
Reale wurde am 4. Dezember 1963 von Ministerpräsident Aldo Moro zum Justizminister (Ministro della Giustizia) in dessen erstes Kabinett berufen und bekleidete dieses Amt auch im zweiten und dritten Kabinett Moro bis zum 24. Juni 1968.
Nachdem er von Juli bis Dezember 1968 Vorsitzender des Justizausschusses der Abgeordnetenkammer war, bekleidete er abermals vom 27. März 1970 bis zum 6. März 1971 im dritten Kabinett von Mariano Rumor sowie in der Regierung von Ministerpräsident Emilio Colombo.
Zwischen Juli 1972 und November 1974 war Reale wiederum Vorsitzender des Justizausschusses der Abgeordnetenkammer sowie zugleich von Juli 1973 bis November 1974 Vorsitzender der PRI-Fraktion. Im Anschluss war er im vierten Kabinett Moro vom 23. November 1974 bis zum 12. Februar 1976 abermals Justizminister. Nach seinem Ausscheiden aus der Regierung war er zwischen Februar und Juli 1976 erneut Vorsitzender der PRI-Fraktion in der Camera dei deputati.
Am 31. Januar 1977 wurde Reale schließlich für eine neunjährige Amtszeit zum Richter am italienischen Verfassungsgericht berufen und bekleidete dieses Richteramt am Corte Costituzionale bis zum 31. Januar 1986.